# Nannacara taenia
Nannacara taenia är en fiskart som beskrevs av Regan 1912. Den ingår i släktet Nannacara och familjen Cichlidae. Inga underarter finns listade i Catalogue of Life.